# Пиџин
Пиџин je једноставни језик лингва франка створен на бази речника и структуре једног језика, обично европских (енглески, шпански, француски, холандски, португалски, итд.) Најчешће се користи у ситуацијама као што је трговина или када обе групе говоре језике другачије од језика земље у којој бораве (али где нема заједничког језика између група). .

## Порекло речипиџин
Постоје две хипотезе о пореклу речи пиџин. Прва хипотеза речи потиче од business који је створен на енглеско-кинеском пиџину. Друга хипотеза говори о промени у писању енглеске речи голуб (енгл. pigeon). Прво коришћен за његово означавање,  затим се проширио на све језике као контакт са упоредивим карактеристикама.

## Разлике између пиџина, креола и сабира
Лингвисти разликују пиџин од креолских језика према нивоу структурираности. Пиџин постаје креол када се претвара у материњи језик популације, док се пиџин користи само у односима између појединаца који сваки задржавају свој матерњи језик. С тиме можемо рећи да је креолски језик пиџин који је успео да елиминише оригиналне језике својих говорника проширењем лексичког поља.
Сабир је исте природе као и пиџин (додатни језик створен за потребе комуникације), али теоретски чак и сиромашнији од пиџина.

## Развој пиџина и креола
Како би се пиџин развио потребно је:
- чести и дуготрајни контакт између различитих група
- потреба за комуникацијом
- недостатак постојећег лингва франка језика

Неки лингвисти предлажу да пиџин може постати креолски језик када генерација научи пиџин као матерњи језик . Након тога, креол може заменити језике који постоје у региону и постати нови матерњи језик популације. Шавакано са Филипина, крио из Сијера Леонеа и ток писин из Папуе Нове Гвинеје примери су креолских језика који су постали матерњи језици региона.